# 滝口康彦
滝口 康彦（たきぐち やすひこ、1924年3月13日 - 2004年6月9日）は、日本の時代小説家である。本名︰原口 康彦（はらぐち やすひこ）。生涯のほとんどを佐賀県多久市で過ごし、旧藩時代の九州各地を舞台にした「士道」小説を数多く発表した。

## 人物・生涯
長崎県佐世保市万津町に生まれる。実父の死去、実母の再婚後、佐賀県多久市に移る（1933年）。尋常高等小学校卒業後、いくつかの職（郵便・運送・炭鉱）を経て、1957年（昭和32年）、『高柳父子』で作家デビュー。なお、戦時中に防府海軍通信学校を卒業している。また、戦後、レッドパージをうけて当時勤めていた炭鉱を解雇されている（滝口本人は共産党員ではなかったが、共産党員の親族がいた）。
佐賀県多久市に在住し、九州在住の時代小説家として、北九州市門司の古川薫、福岡市の白石一郎と並び称された。中でも古川とは親友だったことで知られる。
他の2人が受賞した直木三十五賞を滝口は受賞しなかったが、同賞候補として合計6回ノミネートされている。
2004年6月9日、急性循環不全のため死去。享年80歳。

## 受賞歴
太字は受賞
- 1955年 『悲願の鬼』で第6回講談倶楽部賞佳作
- 1956年 『青葉雨』で第8回オール新人杯候補
- 1957年 『高柳父子』で第10回オール新人杯次席
- 1957年 『雉子』で第10回講談倶楽部賞候補
- 1957年 『高柳父子』で第38回直木三十五賞候補
- 1958年 『源太が鼓』で第12回オール新人杯候補
- 1958年 『異聞浪人記』で第54回サンデー毎日大衆文芸に入選
- 1959年 『水ヶ江落穂抄』で第14回オール新人杯次席
- 1959年 『綾尾内記覚書』で第15回オール新人杯を受賞[1]
- 1963年 『伯庵騒動』で第1回吉川英治賞候補
- 1964年 『老女美崎』で第2回吉川英治賞候補
- 1966年 『かげろう記』で第55回直木三十五賞候補
- 1967年 『霧の底から』で第57回直木三十五賞候補
- 1967年 『拝領妻始末』で第14回小説新潮賞候補
- 1972年 『仲秋十五日』で第68回直木三十五賞候補
- 1973年 『日向延岡のぼり猿』で第70回直木三十五賞候補
- 1979年 『主家滅ぶべし』で第81回直木三十五賞候補
- 1985年 多久市文化連盟　芸術文化功労賞を受賞

## 映画化作品
- 『切腹』…原作「異聞浪人記」。監督小林正樹。主演仲代達矢。1962年松竹作品。
- 『上意討ち 拝領妻始末』…原作「拝領妻始末」。監督小林正樹。主演三船敏郎。1967年東宝作品。
- 『一命』…原作「異聞浪人記」。監督三池崇史。主演市川海老蔵 (11代目)。2011年松竹作品。

## 著書
- 異聞浪人記 （光風社 1963年）
- 拝領妻始末 （光風社書店、1967年、角川文庫 1974年）のち講談社文庫
- 仲秋十五日 （光風社書店 1972年）
- 落日の鷹 （講談社 1972年） のち文庫
- 鍋島藩聞き書き （新人物往来社 1973年）
- 佐賀歴史散歩 葉隠のふるさと （創元社 1973年）
- 薩摩軍法 （新人物往来社 1974年） のち講談社文庫
- 関ケ原の風 （光風社書店 1974年）
- 秋雨の首 （光風社書店 1975年）
- 遺恨の譜 （おりじん書房 1975年） のち講談社文庫、新潮文庫
- 沖田総司 剣と愛と死 （新人物往来社 1975年 石沢英太郎、古川薫共著）
- 葉隠 鍋島武士の人間模様 （創元社 1976年）
- 上意討ち心得 （立風書房 1977年6月） のち新潮文庫
- 主家滅ぶべし （文藝春秋 1979年1月） のち文庫
- 葉隠無残 （講談社 1979年3月） のち文庫
- 恨み黒髪 （講談社 1981年6月） のち文庫
- 乱離の風 若き日の立花宗茂 （文藝春秋 1981年1月）のち「立花宗茂と立花道雪」 学陽書房人物文庫
- 滝口康彦傑作選（全4巻、立風書房 1982年）
- 流離の譜 （講談社 1984年1月） のち文庫
- 悪名の旗 （中央公論社 1984年8月） 「西の関ヶ原」 学陽書房人物文庫
- 猿ケ辻風聞 （東京文芸社 1985年11月） のち講談社文庫
- 粟田口の狂女 （講談社 1986年3月） のち文庫、同改版
- 謀殺 （講談社文庫 1987年11月）
- 権謀の裏 （新人物往来社 1988年11月） のち新潮文庫
- 天目山に桜散る （PHP文庫 1989年4月）
- 鬼哭の城 （新人物往来社 1991年9月） のち新潮文庫
- 滝口康彦士道小説傑作集 上 坂崎乱心、下 拝領妻始末（立風書房 1991年1月）
- 滝口康彦集（リブリオ出版 (もだん時代小説 第12巻) 1999年12月）